# 角崎利夫
角﨑 利夫（つのざき としお、1948年（昭和23年）6月28日 - ）は、日本の外交官。カザフスタン兼キルギス駐箚特命全権大使、セルビア兼モンテネグロ駐箚特命全権大使、査察担当大使などを歴任した。

## 人物・経歴
富山県高岡市出身。富山県立高岡高等学校を経て、1972年（昭和47年）東京大学法学部を卒業し、外務省に入省する。外務省では、駐ソ連大使館、駐英大使館勤務、外務省国際連合局人権難民課長、大蔵省関税局監視課長を経て、
- 1993年（平成5年）8月 在ジュネーブ国際機関日本政府代表部参事官
- 1996年（平成8年）6月 駐露公使
- 1999年（平成11年）11月 ハバロフスク総領事
- 2001年（平成13年）9月 外務省欧州局審議官
- 2002年（平成14年）5月 カザフスタン駐箚特命全権大使
- 2002年（平成14年）7月 兼キルギス駐箚特命全権大使
- 2005年（平成17年）10月22日 財団法人国際開発高等教育機構（後の一般財団法人国際開発機構）専務理事[2][3]
- 2008年（平成20年） セルビア兼モンテネグロ駐箚特命全権大使
- 2013年（平成25年）2月19日 査察担当大使[4]
- 2014年（平成26年）2月14日 査察担当大使を辞任[5]
- 2014年（平成26年）7月7日 飯田グループホールディングス株式会社顧問[6]
- 2022年（令和4年）11月3日 瑞宝中綬章受章[7]。

## 家族・親族
夫人の角崎悦子は、アジア防災センター主任研究員。悦子夫人の父は大蔵官僚出身で自由民主党衆議院議員、経済企画庁長官や総務庁長官を務めた塩崎潤。帝京大学法学部教授や政策研究大学院大学（政策研究院）名誉教授の山根裕子は悦子夫人の姉、自民党衆議院議員で安倍内閣内閣官房長官の塩崎恭久は弟である。

## 同期
- 天野之弥（国際原子力機関事務局長）
- 武藤正敏（韓国大使）
- 小島誠二（タイ大使・パキスタン大使）
- 小松一郎（内閣法制局長官・フランス大使・国際法局長・欧州局長）
- 神余隆博（ドイツ大使・国連大使（次席）・国際社会協力部長）
- 高橋文明（スペイン大使）
- 野本佳夫（スロバキア大使）
- 石栗勉（京都外国語大学教授・国連アジア太平洋平和軍縮センター所長）
- 石川薫（カナダ大使・経済局長・国際社会協力部長）
- 伊藤誠（ブルガリア大使・タンザニア大使）
- 近藤誠一（文化庁長官・ユネスコ大使）
- 橋広治（パプアニューギニア大使）
- 肥塚隆（オランダ大使・宮内庁式部副長）
- 峯村保雄（エルサルバドル大使）
- 山口英一（バチカン大使）
- 横田順子（ラオス大使）
- 佐藤英夫（イスラエル大使・バーレーン大使・アフガニスタン大使）

## 著書
- 『カザフスタン―草原と資源と豊かな歴史の国』（早稲田出版、2007年12月、ISBN 978-4-89827-337-1）
- 『セルビアを知るための60章』（共著、柴宜弘・山崎信一編著、明石書店〈エリア・スタディーズ〉、2015年、ISBN 978-4-7503-4251-1）[11]